# Nieuwe Stad Prijs
De Nieuwe Stad Prijs was een prijs die tussen 1996 en 2009 jaarlijks door de gemeente Den Haag in het najaar werd uitgereikt aan het beste project van stadsvernieuwing. Van 1987-1995 heette het de Stadsvernieuwingsprijs. Elk jaar werden een aantal grote projecten en enkele kleine herinrichtingsprojecten genomineerd. Het doel van het project was de betrokkenheid van Haagse burgers en wijkverbeteringsorganisaties bij stedelijke vernieuwing te vergroten.
Voor een groot project was er een prijs van € 10.000. Voor een klein project was € 5.000 beschikbaar. Het prijzengeld kon worden besteed aan iets extra's voor het project. De wethouder Bouwen & Wonen was voorzitter van de jury. Bewoners van de stad konden lid te worden van de adviescommissie. Iedereen kon via de website van de gemeente een stem uitbrengen.
| Jaar | Nieuwe Stad Prijs                         | Afbeelding | Publieksprijs     | Afbeelding | Kleine prijs                                                                | Afbeelding |
| ---- | ----------------------------------------- | ---------- | ----------------- | ---------- | --------------------------------------------------------------------------- | ---------- |
| 2009 | Mixx Inn                                  |            | Duinstrip         |            | Overberg Speelplantsoen                                                     |            |
| 2008 | Regionaal Opleidingencentrum Mondriaan    |            | 't Haegsch Hof    |            | wooncentrum de KIP activiteitencentrum de Smulhoeve stadsboerderij Landzigt |            |
| 2007 | Het Strijkijzer                           |            | Esmoreitplein     |            | Hotel Transvaal                                                             |            |
| 2006 | Caballero fabriek                         |            | Caballero fabriek |            | Ooievaart                                                                   |            |
| 2005 | Kettingstraat/Achterom, w.o. 'de Baljurk' |            | Het Nutshuis      |            | Verkeerstuin aan het Deltaplantsoen                                         |            |
| 2004 | Nieuw Spoorwijk                           |            | Pius X-kerk       |            | Beeldenterras aan Zee                                                       |            |
| 2003 | Vogelweide                                |            | Centre Court      |            | n.v.t.                                                                      | n.v.t.     |
| 2002 | De Resident                               |            | Jutter            |            | Windvang                                                                    |            |
| 2001 | Het Magazijn                              |            | Haagsche Bluf     |            | n.v.t.                                                                      | n.v.t.     |
| 2000 | AV Sparta (Zuiderpark)                    |            | Spaarwaterveld    |            | Het Fort                                                                    |            |
| 1999 | Het Zieken                                |            | n.v.t.            | n.v.t.     | n.v.t.                                                                      | n.v.t.     |
| 1998 | Vermeerpark                               |            | De Waterspin      |            | n.v.t.                                                                      | n.v.t.     |
| 1997 | Hof van Heden                             |            | n.v.t.            | n.v.t.     | n.v.t.                                                                      | n.v.t.     |
| 1996 | Torenhof                                  |            | n.v.t.            | n.v.t.     | n.v.t.                                                                      | n.v.t.     |